# Buntsevo
Buntsevo (bulgariska: Бунцево) är ett distrikt i Bulgarien.   Det ligger i kommunen Obsjtina Jakoruda och regionen Blagoevgrad, i den sydvästra delen av landet, 80 km söder om huvudstaden Sofia.
I omgivningarna runt Buntsevo växer i huvudsak barrskog. Runt Buntsevo är det ganska glesbefolkat, med 36 invånare per kvadratkilometer.